# Атанасије Писар
Атанасије Писар или Атанасије Србин (око 1200–1265), био је српски монах, књижевник који је живео и радио у Србији у средњем веку.  Био је ученик Светог Саве.
У 13. веку било је уобичајено да монаси-писци не говоре нити пишу о себи, увек свесни чињенице монашког завета скромности, фокусирајући се на активности господара. 
Његова химна Светом Сави, сачувана је у Доментијановом житију Светог Саве у делу који описује повратак моштију Светог Саве из Трнова у Бугарској у манастир Милешеву у Рашкој. Том приликом је, према Доментијану, монах-књижевник Атанасије написао и прочитао „Посланицу Светог Саве“.